# Gunnera magellanica
Gunnera magellanica là một loài thực vật có hoa trong họ Dương nhị tiên. Loài này được Lam. mô tả khoa học đầu tiên năm 1789.

## Hình ảnh

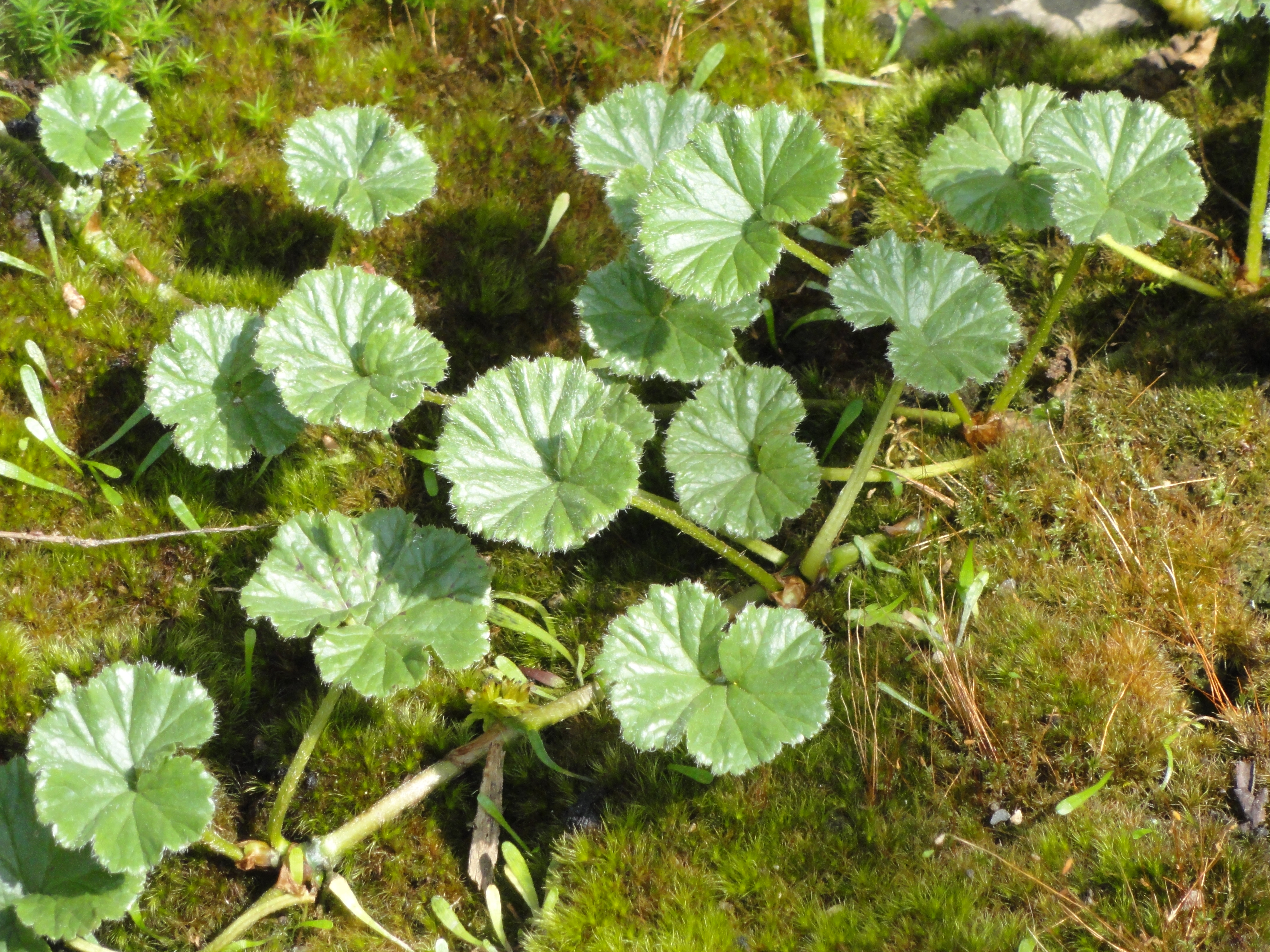
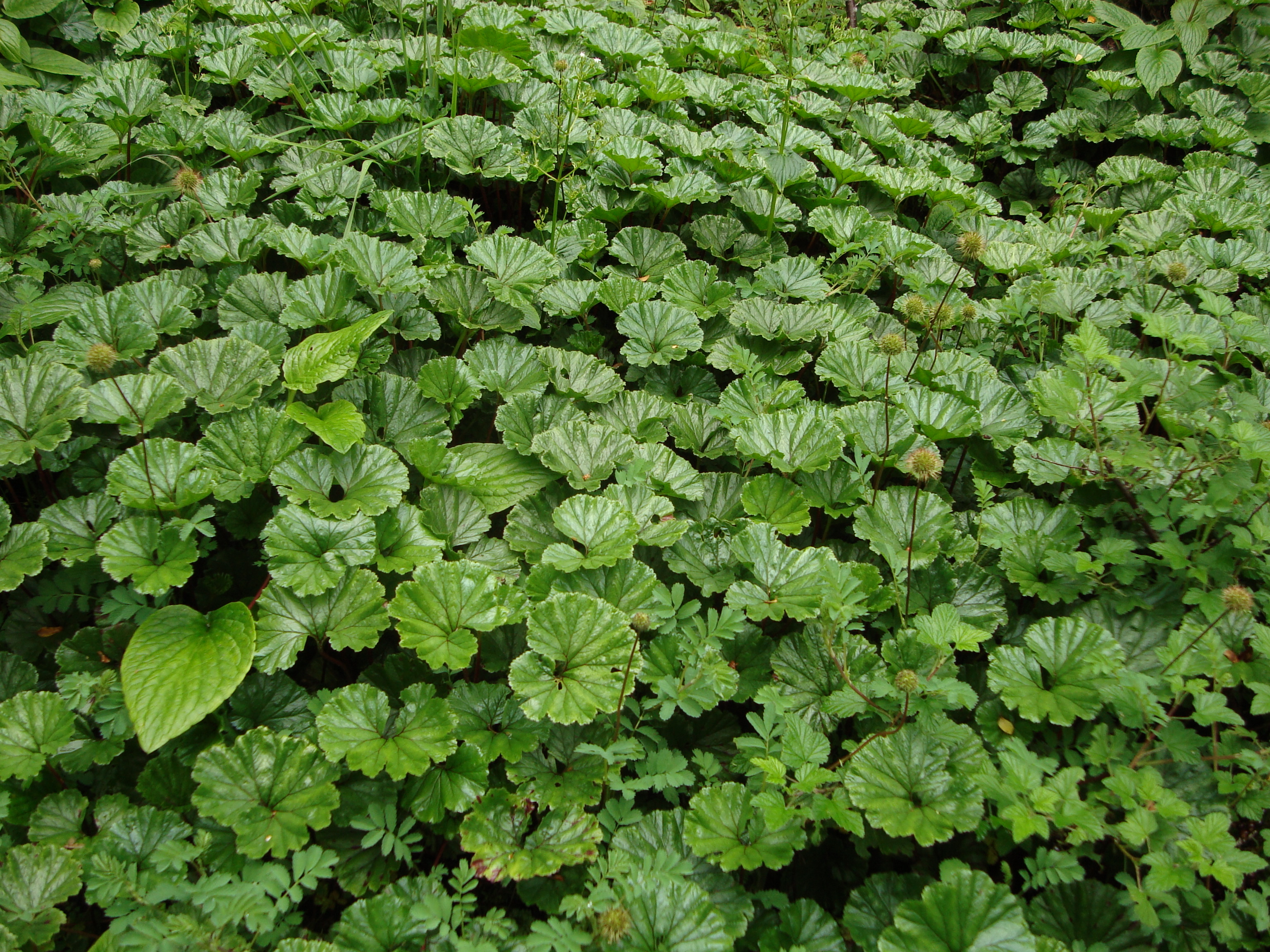
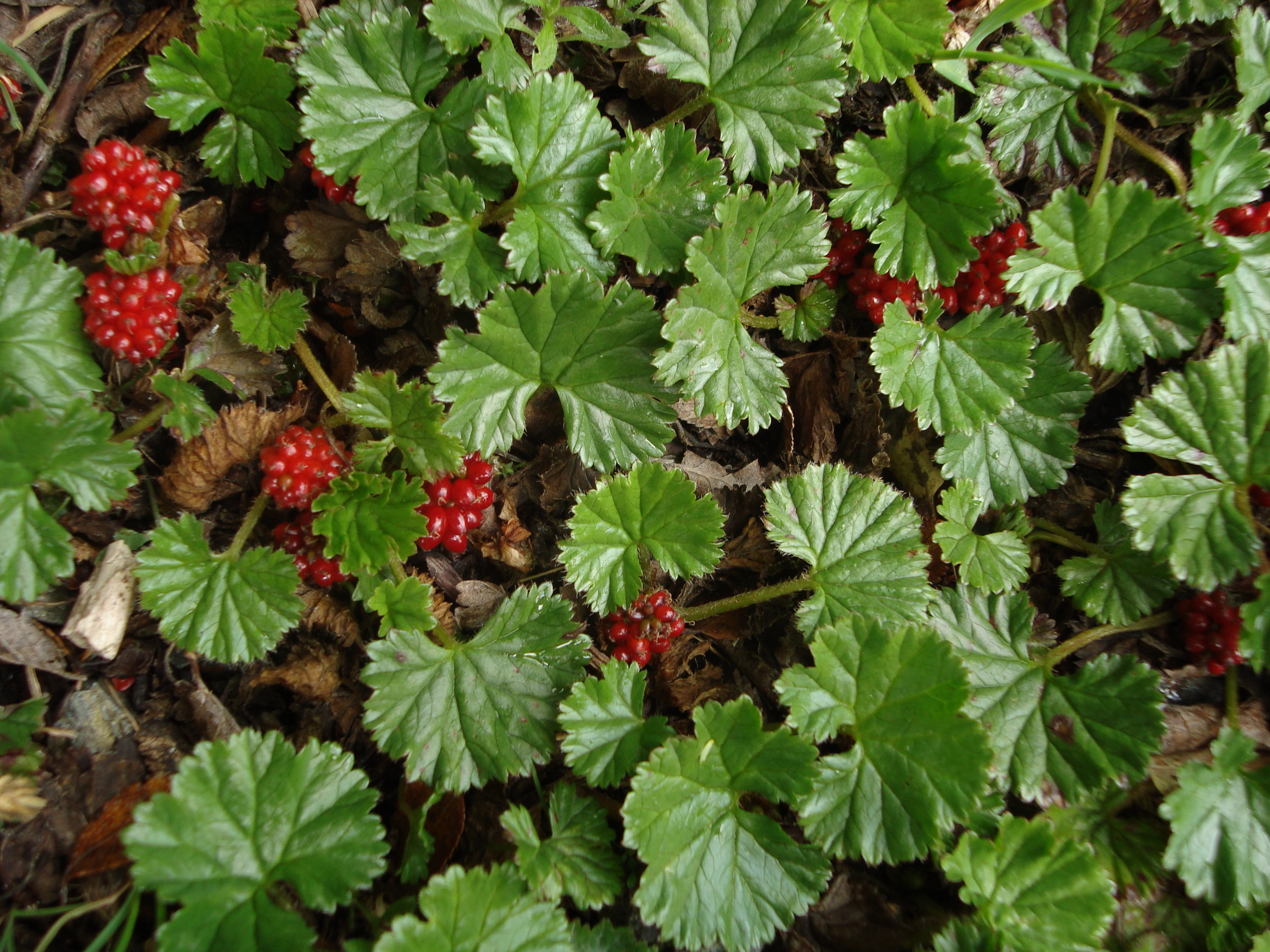
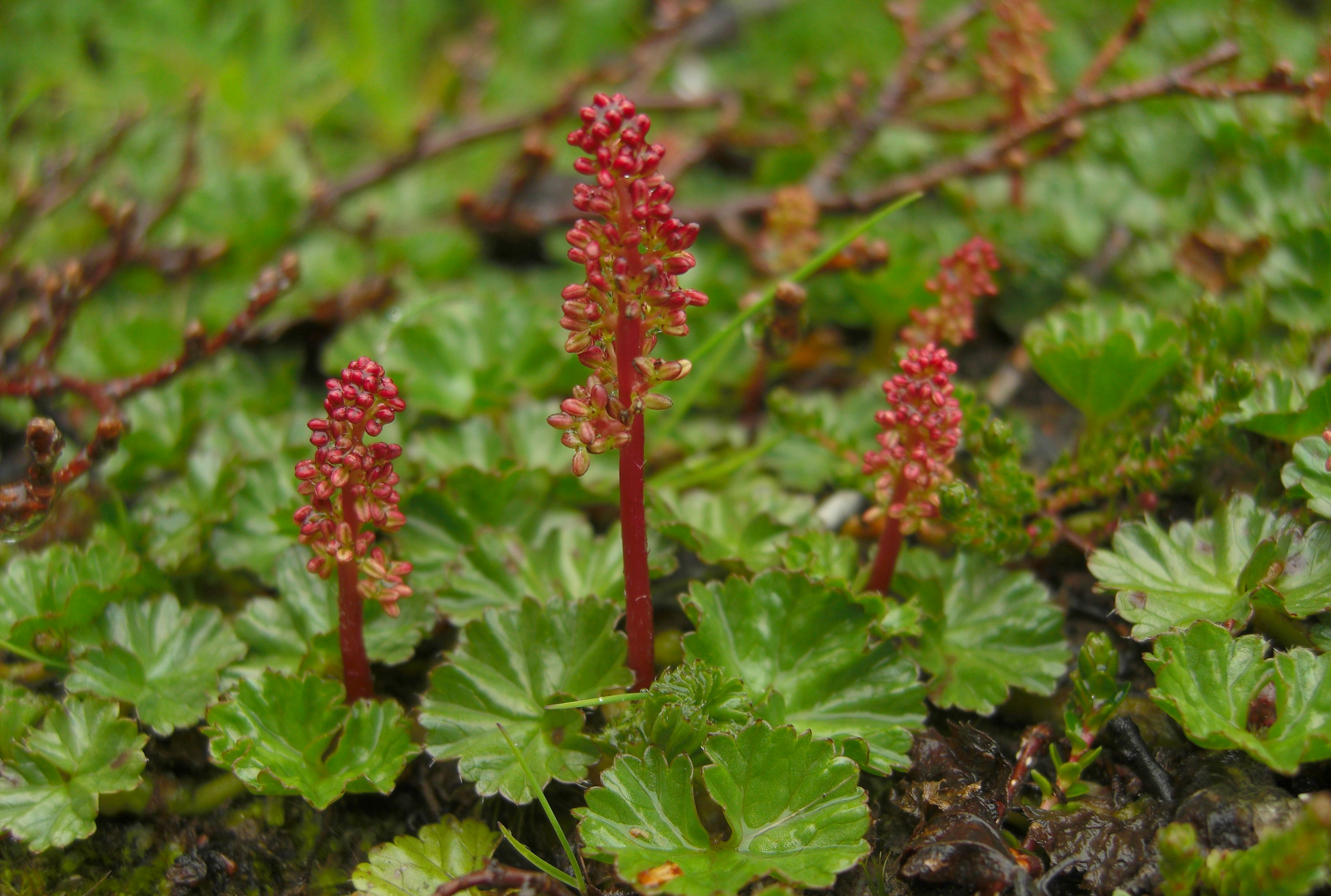